# Figini e Pollini
 Luigi Figini (1903 – 1984) e 
 Gino Pollini (1903 – 1991) sono stati due architetti italiani del XX secolo legati da un sodalizio durato più di 50 anni.
Le loro storie professionali sono quindi inscindibili l'una dall'altra e sono legate alle opere che congiuntamente hanno progettato e realizzato.

## Biografia

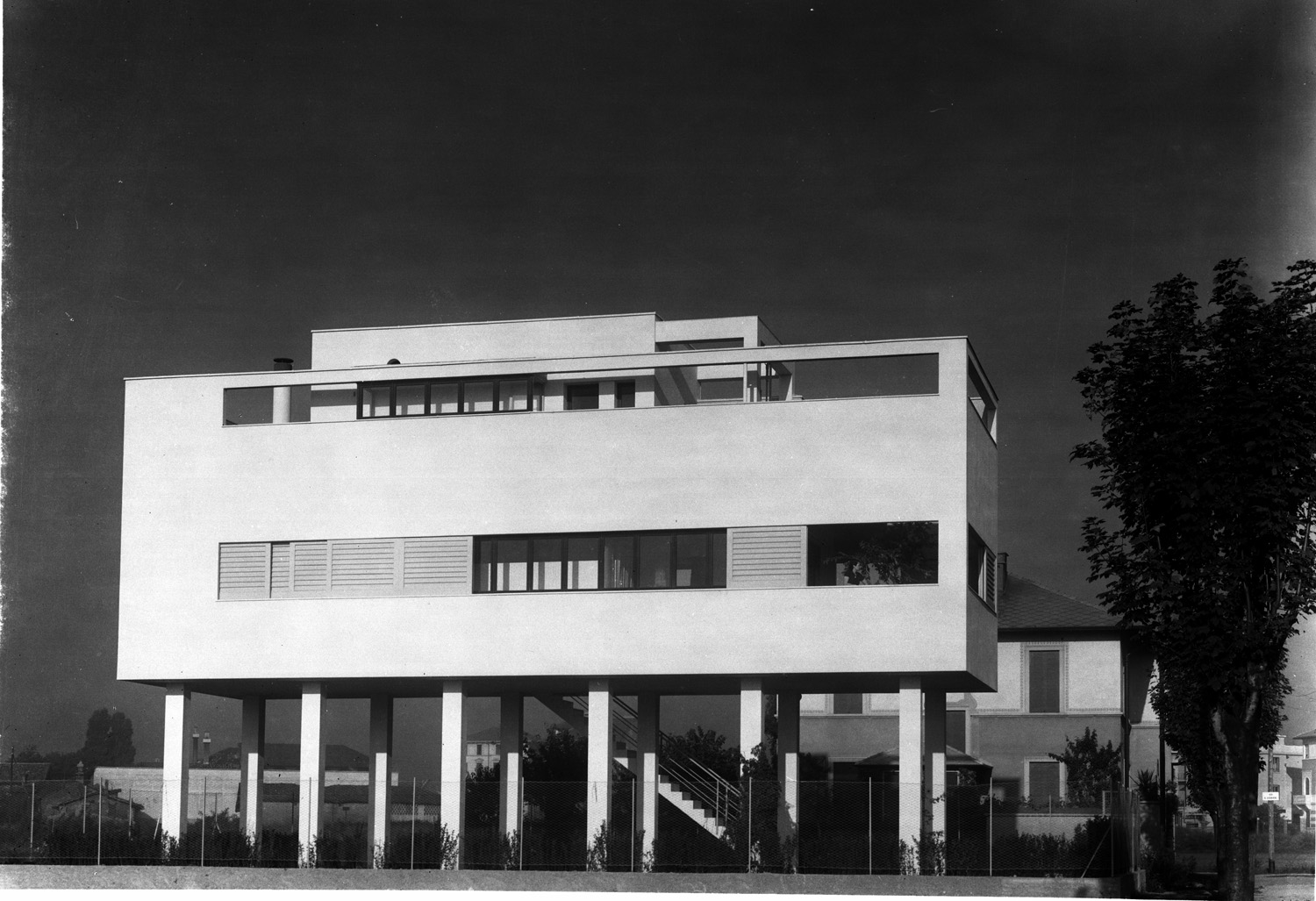
Villa Figini, Milano (1935).

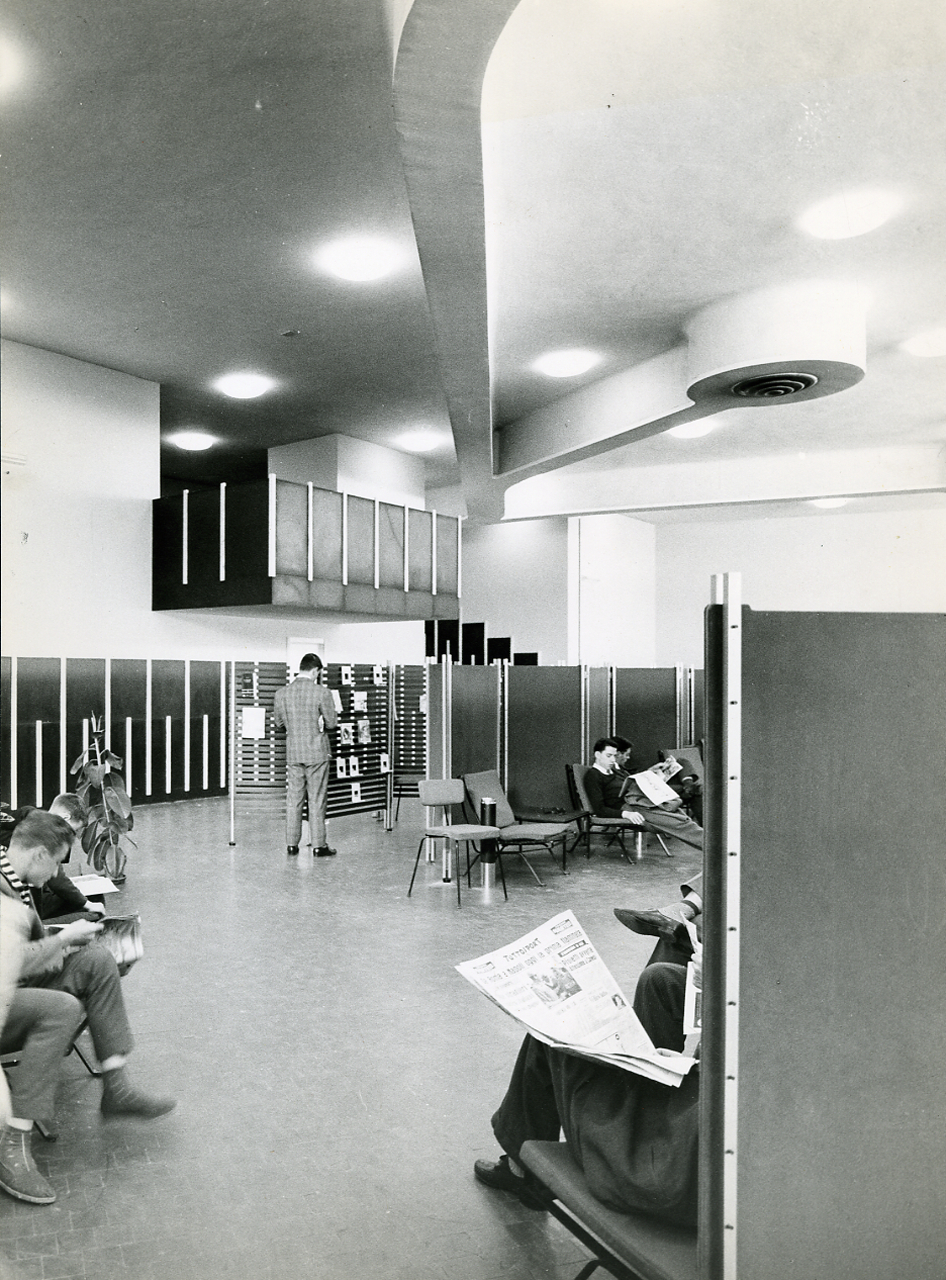
Sede Olivetti, Ivrea. Ignazio Gardella. Mensa Olivetti Ivrea 1959, sala lettura. Foto di Paolo Monti, 1960.

Entrambi laureatisi in architettura al Regio Istituto Tecnico Superiore (in seguito Politecnico di Milano) negli anni venti del Novecento, aprono assieme lo studio professionale nel 1926 a Milano, mentre divengono tra i fondatori del Gruppo 7 e membri del MIAR.
Nel 1930 presentano la Casa Elettrica alla IV Triennale di Monza a cui segue la Villa-studio per un artista presentata alla V Triennale di Milano del 1933 che in qualche modo si riallacciava al disegno del padiglione di Ludwig Mies van der Rohe di Barcellona di quegli anni. Nel 1934/35 realizzano le officine Olivetti ad Ivrea con le quali iniziarono una collaborazione che si protrarrà  sino a tutti gli anni cinquanta  del Novecento: 1939/40 - Asilo nido e casa popolare al Borgo Olivetti; 1940/42 - Case per impiegati; 1954/57 - Fascia di servizi sociali; interventi questi ultimi che assumevano rilevanza anche urbanistica. Sempre di quegli anni è la Madonna dei Poveri a Milano forse la loro opera più significativa dove si reinterpretano le antiche luci mistiche delle basiliche paleocristiane attraverso un disegno scarno dello spazio, dei volumi dei particolari architettonici.
Altre realizzazioni di sicuro valore sono del 1960/63 il complesso industriale della Manifattura ceramica Pozzi, Sparanise e a Ferradina ed alcuni palazzi per uffici ed abitazioni a Milano a cavallo degli anni cinquanta-sessanta del Novecento.

## Architettura
Figini e Pollini sono di chiara fede razionalista e la loro scelta iniziale è portata avanti con coerenza tramite un lavoro continuo, che si legge nelle loro costruzioni e progetti e si estrinseca costantemente nella ricerca dell'equilibrio tra gli ideali propri del Movimento Moderno forma, funzione, economia, ma anche armonia e bellezza nuovi. La loro opera si inquadra in quello che sono stati gli architetti italiani soprattutto del secondo dopoguerra del 900 e cioè  un'architettura dell'eccellenza del progetto come evento irripetibile, scelta personale, funzionalismo originale e di elevato valore. Nella loro opera si può leggere una semplicità formale, nel disegno planimetrico e prospettico, che parla di luce e di spazio architettonico, di tempo, di spiritualità e di poesia, come qualcuno ha detto, e questo realizza un eccezionale ambiente costruito come nella Madonna dei Poveri di Milano. Altre opere rilevano, invece, la ricerca di un disegno armonico, di equilibrio di rapporti e studio dei materiali in un legame a quel razionalismo mai dimenticato nella loro architettura.

## Principali opere e progetti

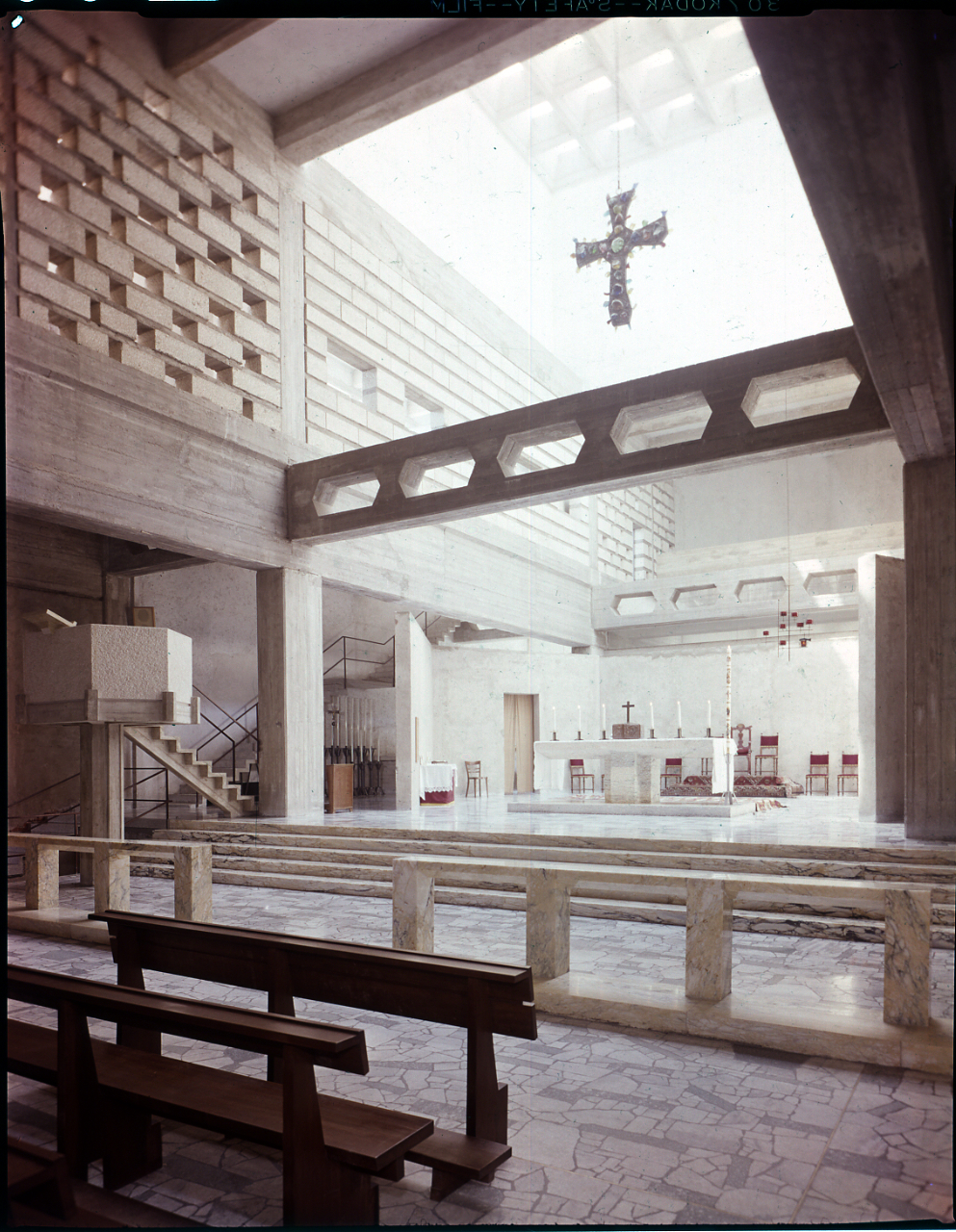
Chiesa della Madonna dei Poveri, Milano (1952-54). Foto di Paolo Monti, 1960

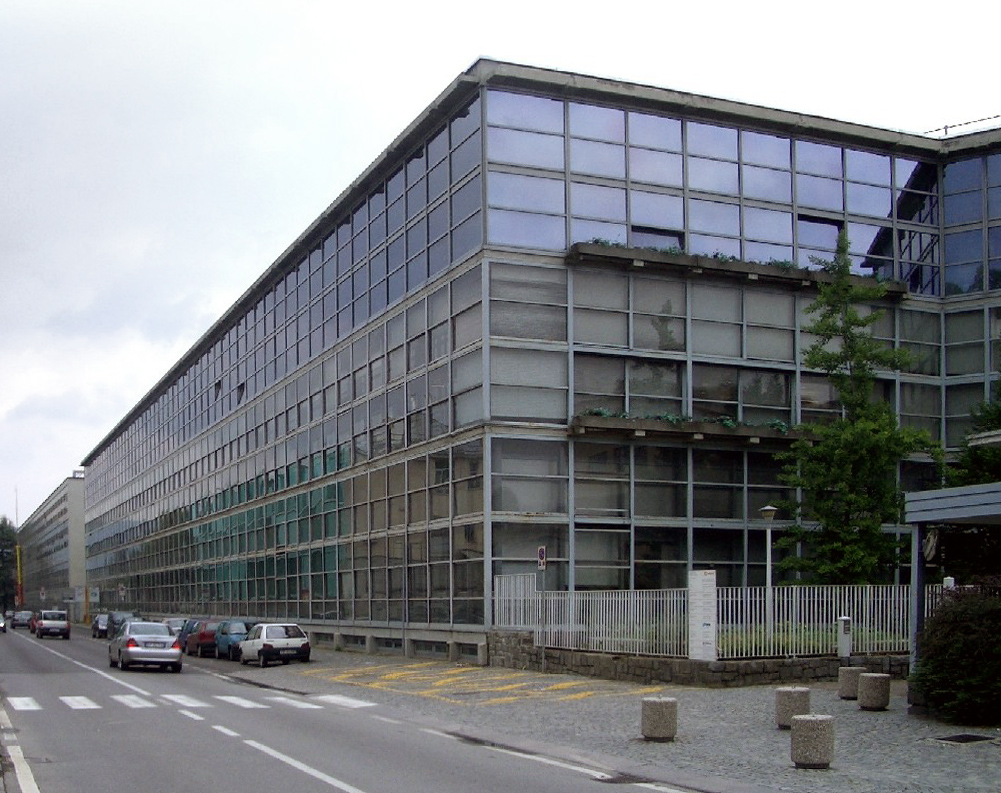
Nuova ICO, 1955-58

- Abitazione “Casa del dopolavoro” (studio progettuale) - anno 1927;
- Abitazione “Casa elettrica” alla IV Triennale di arti decorative dell'ISIA a Monza (in collaborazione con altri) - anno 1930;
- Residenza “Villa-studio” per un artista alla V Triennale di Milano - anno 1933;
- Fabbricato in via dell'Annunciata a Milano - anni 1933/34;
- Villa Figini, detta "palafitta", al Villaggio dei giornalisti di Milano – anni 1933/34;
- Sala dei Precursori all'Esposizione aeronautica italiana, 1934;
- Concorso per il Palazzo del Littorio (in collaborazione con altri; studio progettuale) – anno 1934;
- Officine dell'industria Olivetti ad Ivrea – anni 1934/35;
- Macchina da scrivere Olivetti Studio 42;
- Asilo nido e abitazione popolare al Borgo Olivetti ad Ivrea – anni 1939-40;
- Unità abitative per impiegati della Olivetti ad Ivrea – anni 1940/42;
- Villa Manusardi a Cartabbia - anno 1942;
- Fabbricato per unità abitative e direzionale uffici in via Broletto a Milano - anni 1947/48;
- Progetto del quartiere Harar a Milano - anno 1951;
- Abitazioni INA-Casa in via XXIV Maggio a Borgomanero - 1950/52;
- Chiesa della Madonna dei Poveri, Milano  - anni 1952/54;
- Fascia dei Servizi sociali Olivetti, Ivrea- - anni 1954/57
- Fabbricato direzionale ad uffici in via Ulrico Hoepli a Milano – anno 1955;
- Fabbricato industriale della Ico ad Ivrea (in collaborazione con altri) - anni 1955/57;
- Residenza in via Circo a Milano – anno 1956;
- Fabbricati industriali della Manifattura ceramica Pozzi a Sparanise – anni 1960/63;
- Struttura alberghiera e residenze in largo Augusto a Milano (in collaborazione con altri) - anno 1961;
- Chiesa dei SS. Giovanni Battista e Paolo a Milano – anno 1964;
- Unità abitativa in fabbricato residenziale ad appartamenti di via Morigi, Milano - anni 1967/69;
- Villa Guida a Guanzate - anno 1971;
- Facoltà di Matematica, Fisica, e Scienze Naturali dell'Università di Palermo al parco d'Orleans (in collaborazione con altri) – anni 1972/82;
- Unità abitative Iacpm a San Giuliano Milanese, Milano (in collaborazione con altri) – anno 1975;
- Chiesa Mater Ecclesiae a Roma (in collaborazione con altri; studio progettuale) - anno 1978.
- Palazzina "Uffici" - Manifattura Ceramica Pozzi Sparanise (CE) - 1962.